# Lignes d'autobus du TEC Namur-Luxembourg
Lignes d'autobus du TEC Namur-Luxembourg.

## Lignes actuelles

### Lignes express

#### E69 Liège - Arlon
La ligne est mise en service le 29 avril 2019 entre la gare d'Arlon et la gare de Bastogne-Sud sous l'indice W02, elle fait partie de la nouvelle offre de la Région wallonne : Wallonia Easy Line (WEL).
Le 1er octobre 2020, avec la création du nouveau réseau express du TEC et l'intégration de l'ancienne offre Wallonia Easy Line, la ligne voit attribuer l'indice E69.
Le 1er septembre 2021, elle est prolongée d'Arlon à Liège en remplacement de la ligne 1011 Liège - Athus supprimée.

### Lignes régulières

#### 18 Huy - Forville
La ligne est mise en service le 1er juillet 1955 sous l'indice 18 en remplacement de la ligne de tramway 530A Bierwart - Huy (tableau 945 en 1958),.

#### 19 Andenne - Forville

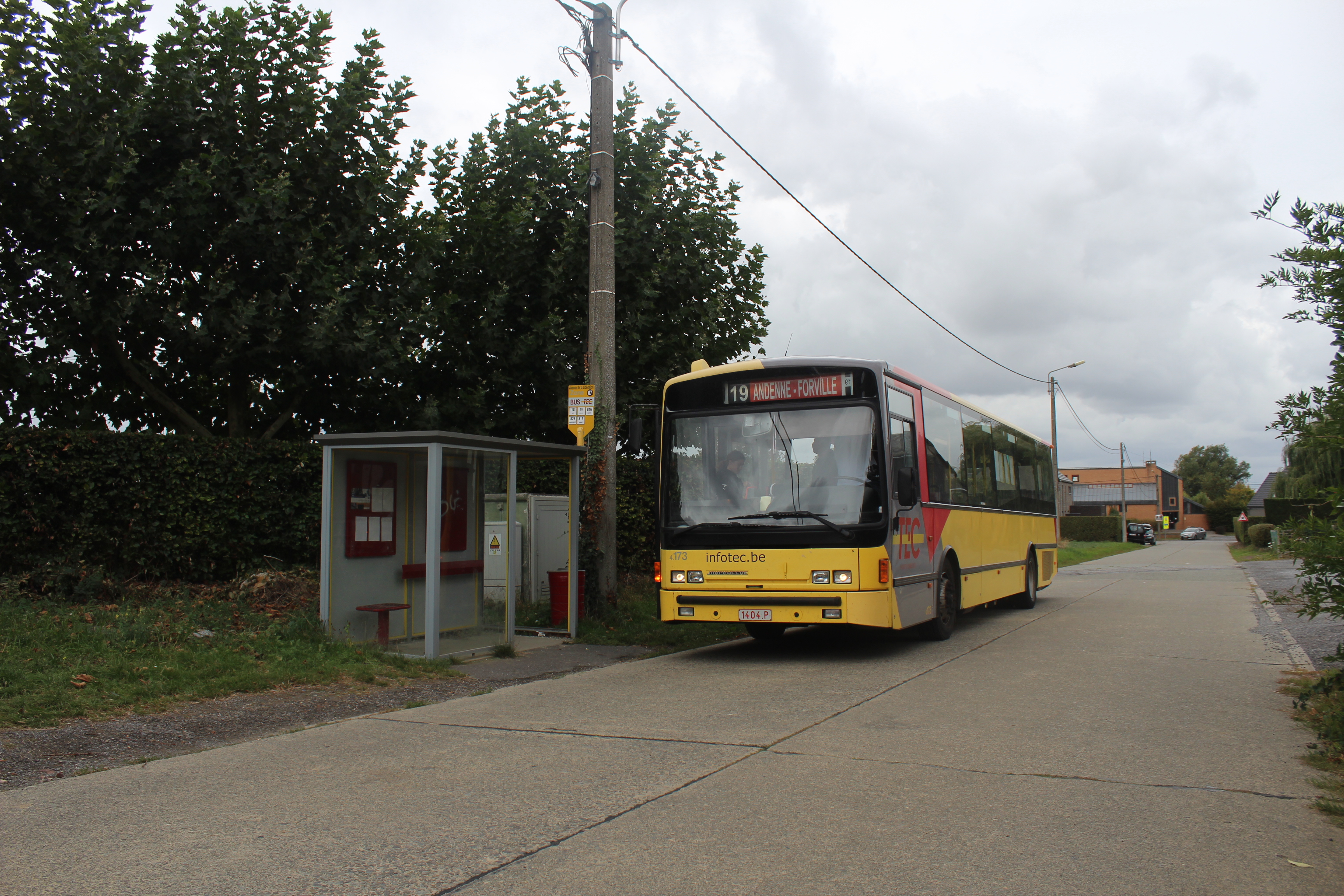
22 09 2018, autobus Jonckheere S2000T au terminus du dépôt de Forville (avenue de la Libération).

La ligne est mise en service le 3 octobre 1955 sous l'indice 19 en remplacement de la ligne de tramway 525 Éghezée - Seilles (tableau 944 en 1958).

#### 451 Charleroi - Couvin
Histoire

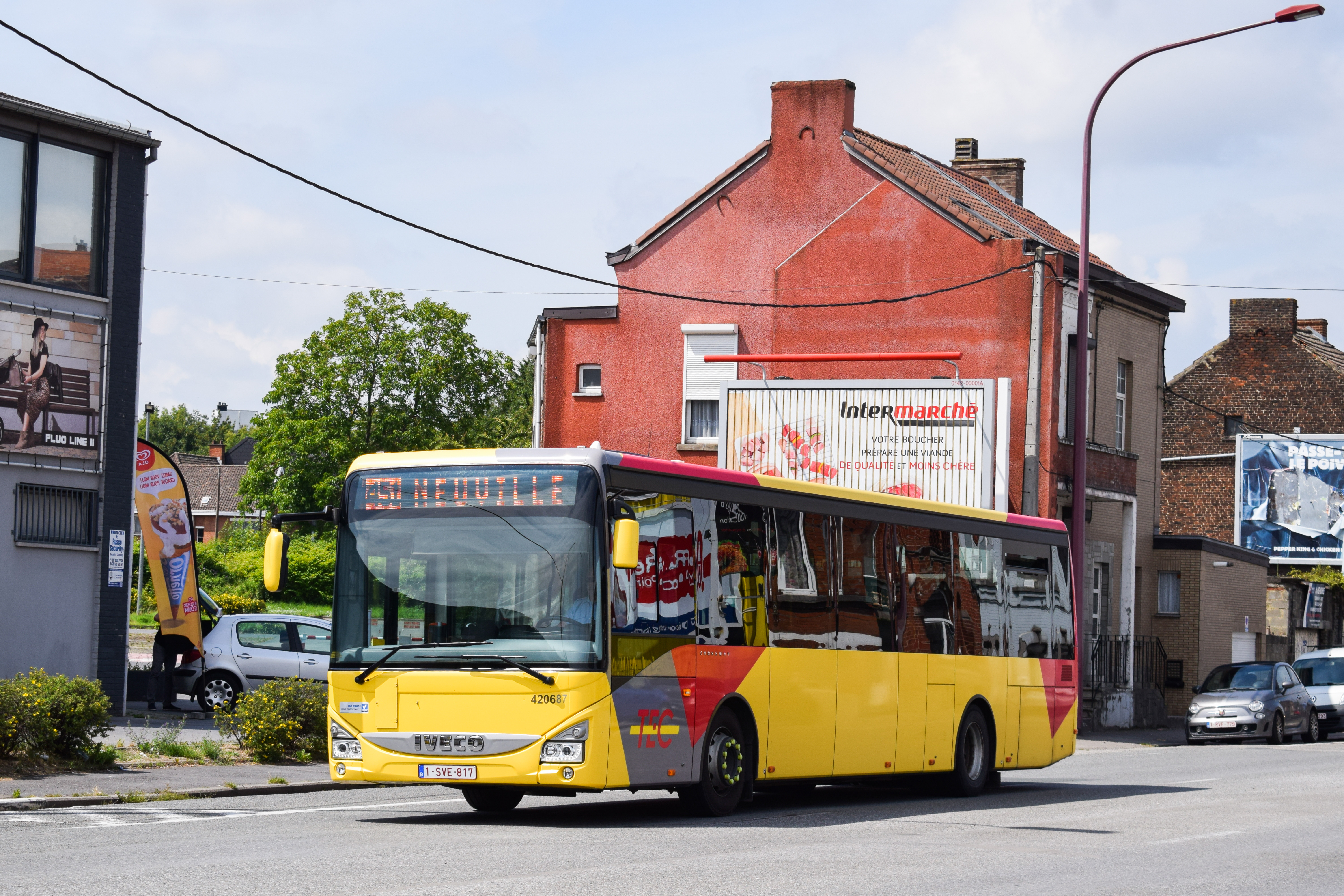
15 juillet 2020, autobus Iveco Crossway LE City 12 circulant vers Philippeville, avenue de Philippeville à Marcinelle.

L'existence de la ligne est attestée dès 1934 entre la gare de Couillet et la place de Philippeville, il s'agit probablement à cette époque d'une ligne privée (tableau no 338 sur l'Indicateur officiel des autobus de 1934),.
En 1938, la ligne a entre-temps été déviée de la gare de Couillet vers la gare de Charleroi-Sud (tableau no 378 sur l'Indicateur officiel des autobus de 1938).
En 1946, la ligne a entre-temps été intégrée dans le réseau d'autobus de la SNCB sous le numéro de tableau 226 et prolongée depuis la place de Philippeville vers la gare de Couvin.
En 1951, fait partie des lignes dite de complément à la SNCB (en opposition aux services de substitution) tout en gardant son numéro de tableau. Les numéros de tableau seront modifiés au cours des années 1950 et la ligne se verra attribuer le numéro de tableau 451.
En 1977, la ligne comme celles des autres lignes du service d'autobus de la SNCB est transférée à la Société nationale des chemins de fer vicinaux (SNCV) tout en gardant les Autobus Piot comme exploitant et le numéro de tableau 451.
Exploitation
Tableaux : 338 (1934, Indicateur officiel des autobus), 378 (1938, Indicateur officiel des autobus), 226 (1946), 451 (1958).

## Anciennes lignes

### 1011 Liège - Athus
Voir l'article Ligne d'autobus 1011.